# Rudolf Scheer & Söhne

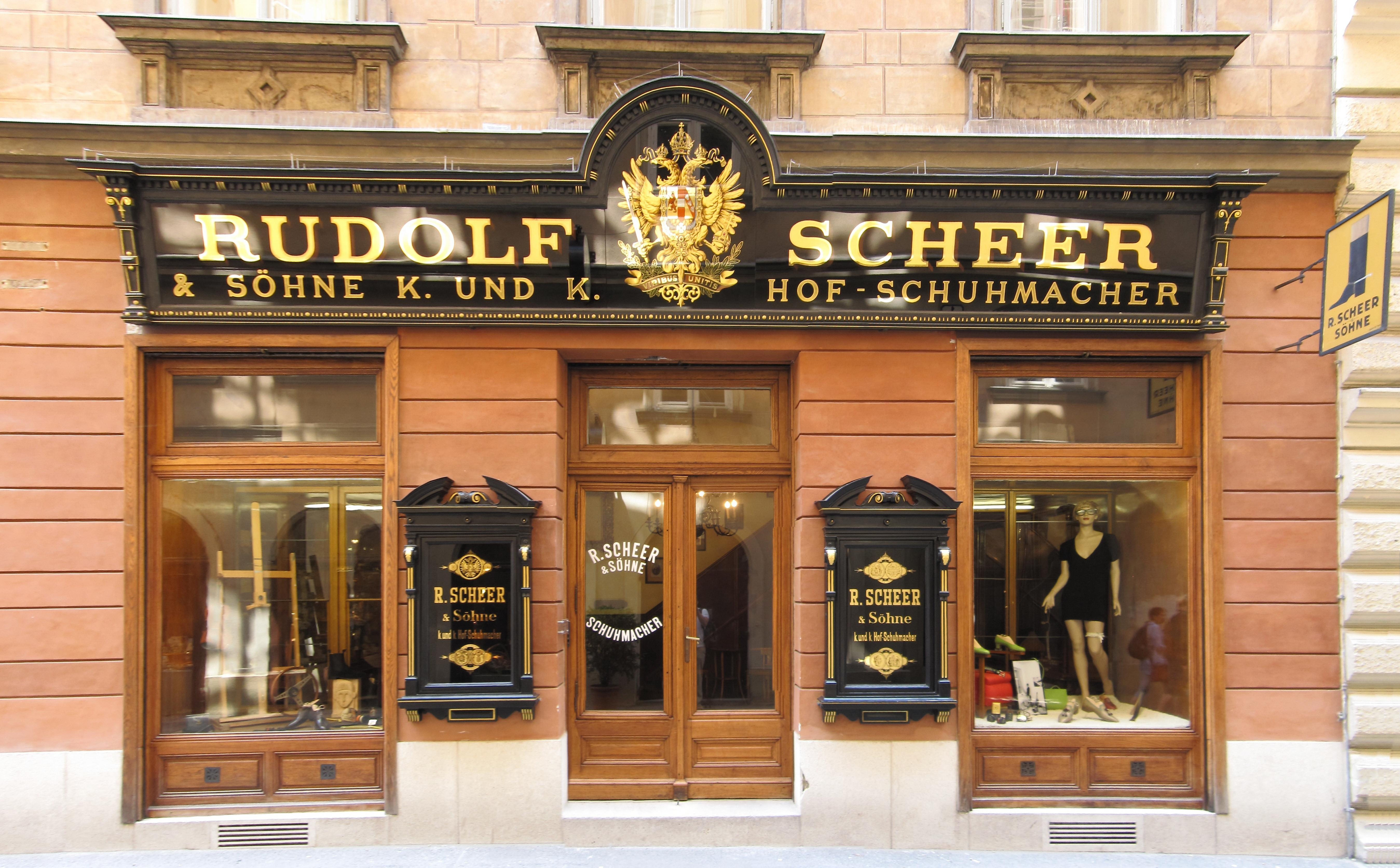
Das Geschäft Rudolf Scheer & Söhne an der Bräunerstraße 4 im I. Wiener Bezirk

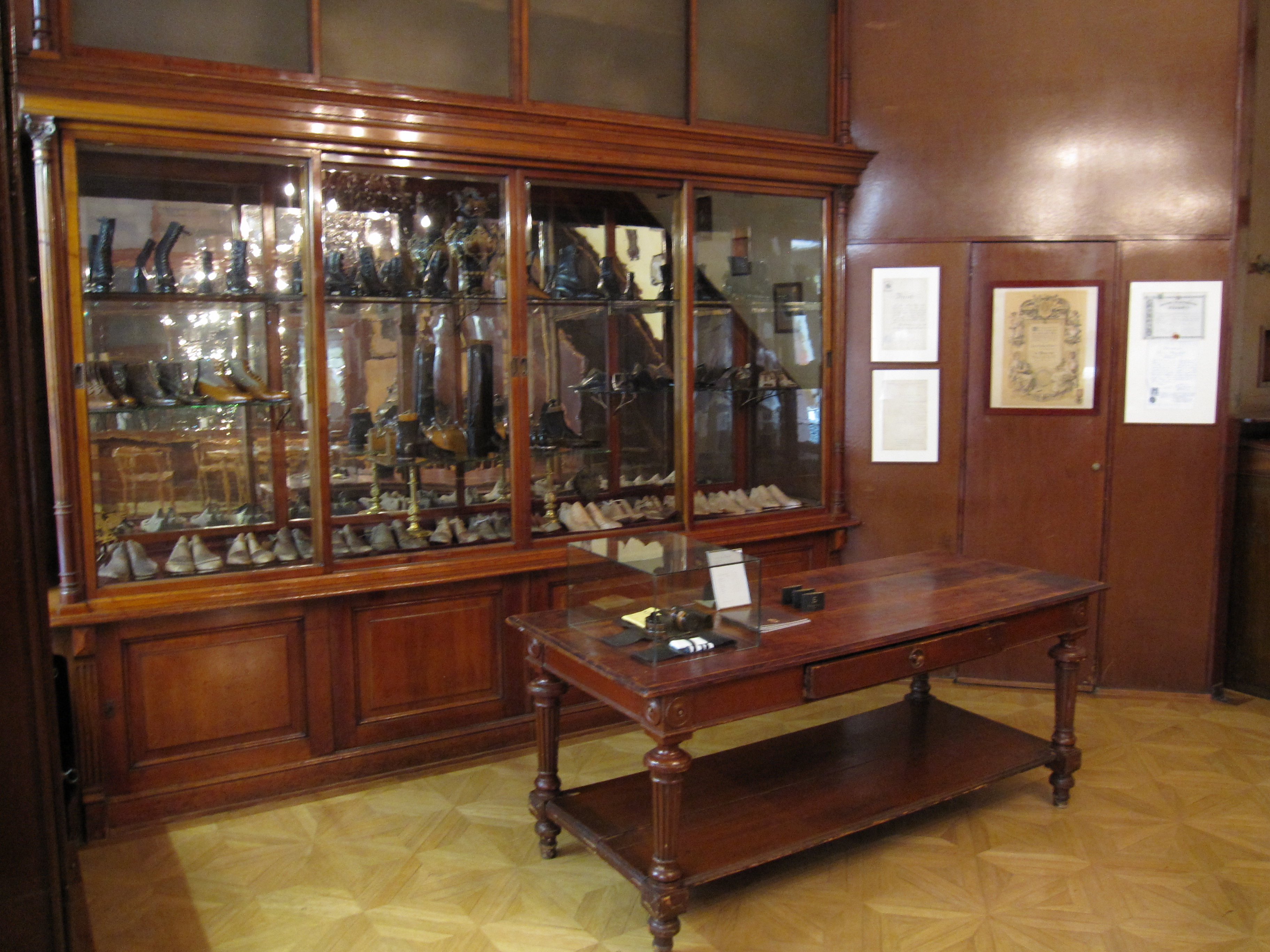
Innenansicht des Erdgeschoßes mit der Vitrine der Schuhleisten hoher Kunden

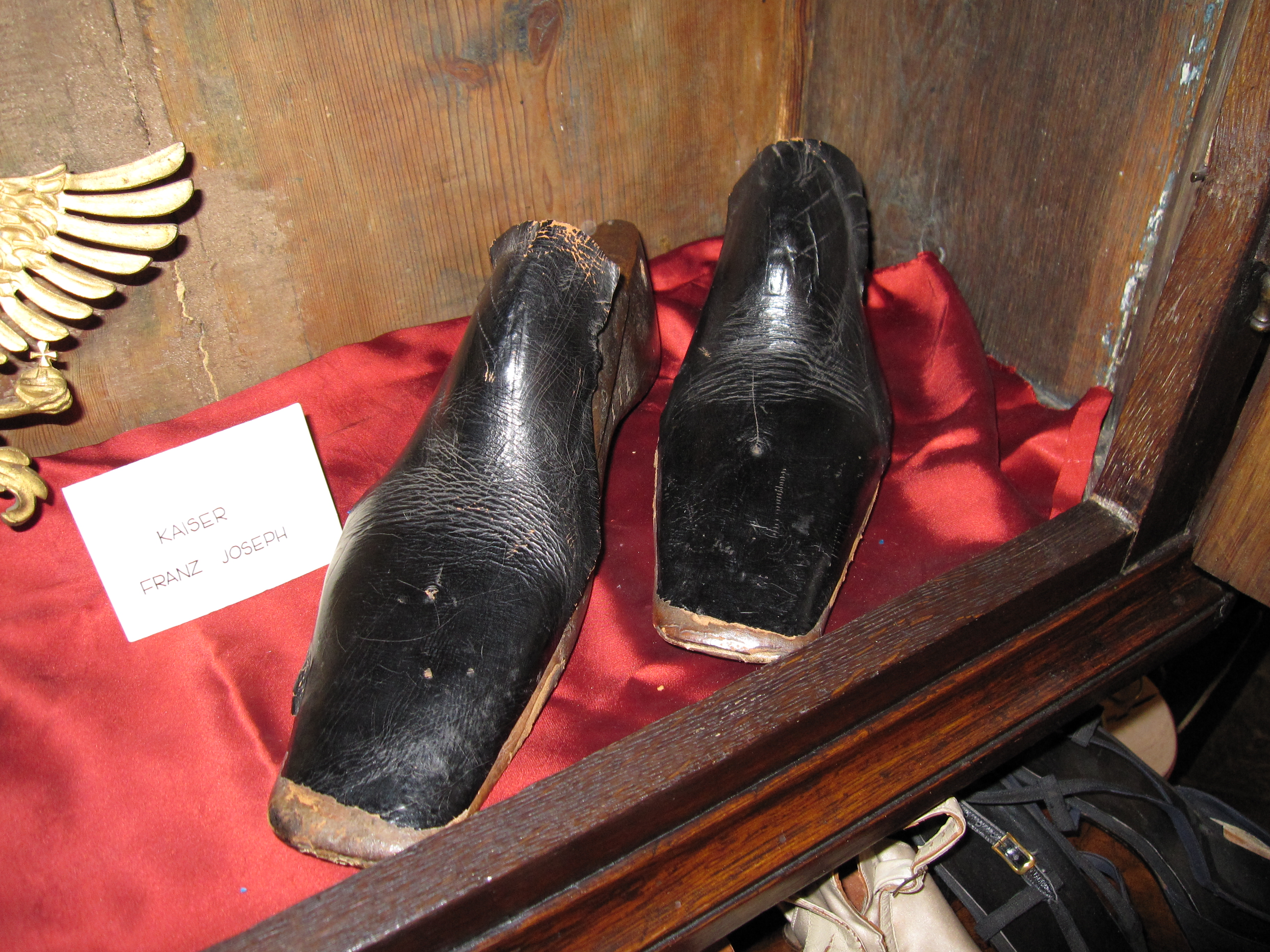
Die Schuhleisten von Kaiser Franz Joseph I.

Rudolf Scheer & Söhne zählt seit seiner Gründung im Jahre 1816 zu den renommiertesten Schuhmachern in Österreich. Das Atelier befindet sich in der Bräunerstraße 4 im 1. Wiener Gemeindebezirk Innere Stadt. 

## Geschichte
Johann Scheer war der Sohn von Wiener Weinbauern. 1816 gründete er einen Schusterbetrieb im 3. Bezirk. Sein Sohn Matthias Scheer meldete 1837 ein Schuhmachergewerbe an, das sich 1840 in der Praterstraße befand.
Rudolf Scheer (geb. 1839), der Enkel des Firmengründers Johann Scheer, absolvierte in Paris eine Lehre und meldete 1866 seinen Schuhmacherbetrieb an. In dieser Zeit siedelte er sich in der Bräunerstraße an, dem heutigen Standort. 1876 kaufte er das Geschäft von k.u.k. Hofschuhmacher Franz Thonner, der sein Unternehmen seit 1836 betrieb. 
Scheer erhielt für seine Produkte eine Verdienstmedaille auf der Weltausstellung von 1873 in Wien, 1880 die Goldene Medaille bei der Wiener Gewerbeausstellung. Bereits zu diesem Zeitpunkt war er Lieferant für Angehörige des kaiserlichen Hofes, Adel und das gehobene Bürgertum. Er belieferte auch die Herrscherhäuser in Deutschland, Griechenland, Serbien und Rumänien. Er erhielt den griechischen und serbischen Hoflieferantentitel. 
1878 wurde ihm schließlich der Titel k.u.k. Hof-Schuhmacher verliehen, er fertigte Schuhe für Kaiser Franz Joseph I., aber auch für den deutschen Kaiser und die griechischen und serbischen Könige. Scheer beteiligte sich weiter an Ausstellung wie zum Beispiel bei der Wiener Jagdausstellung von 1910. Scheer lieferte auch die Stiefel für die Offiziere der k.u.k. Heeres. 
Rudolf Scheers Söhne Carl und Edmund beteiligten sich am Unternehmen, ab 1899 wurde es deshalb in "Rudolf Scheer & Söhne" umbenannt. Rudolf Scheer zog sich 1905 aus dem Geschäft zurück, der Hoftitel wurde 1906 erneut an die Söhne verliehen. Der Sohn von Carl Scheer, Carl Ferdinand, übernahm das Geschäft 1935 nach der Matura, seine Mutter Auguste Scheer leitete die Geschäfte davor. Die Stammklientel waren nach wie vor der Adel und betuchte jüdische Kunden. Diese Kundschaft brach jedoch nach dem Anschluss 1938 weg. Das Unternehmen überlebte dennoch den Zweiten Weltkrieg, in dem es orthopädische Artikel herstellte. 
Die Schuhe von Scheer gehören noch heute zum Höchstpreissegment. Für jeden Kunden wird von dessen Füßen ein Holzmodel angefertigt, mit dem sich mehrere Schuhe machen lassen. Ein anderes Unternehmen in London, John Lobb, fertigt Schuhe in dieser Preisklasse an.
Wartezeiten für Schuhe können deshalb bis zu einem halben Jahr dauern. Durch die Herstellungsweise kann ein Paar Schuhe mehrere tausend Euro kosten. 
Carl Ferdinand Scheer gab Ende der 1990er Jahre das Geschäft an seinen Enkel Markus Scheer in siebter Generation weiter.